# Прапор Канівського району
Пра́пор Ка́нівського райо́ну — офіційний символ Канівського району Черкаської області, затверджений 26 березня 2008 року рішенням № 19-13/V сесії Канівської районної ради. Автори проекту прапора: Морозова Г. В., Андрієнко К. Е., Халімончук У. Є.

## Опис
Прапор являє собою прямокутне полотнище зі співвідношенням сторін 2:3, горизонтально розділене білою хвилястою лінією на два поля: верхнє жовтого кольору (1:3) та нижнє синього кольору (2:3). У центрі нижнього поля розміщено зображення великого герба району.

## Символіка
Верхнє поле жовтого кольору уособлює сонце, а синє — символізує хвилі Дніпра.